# Zoë Sedney
Zoë Sedney (* 15. Dezember 2001 in Zoetermeer) ist eine niederländische Sprinterin und Hürdenläuferin. Sie ist die jüngere Schwester von Naomi Sedney.

## Sportliche Laufbahn
Erste internationale Erfahrungen sammelte Zoë Sedney im Jahr 2017, als sie beim Europäischen Olympischen Jugendfestival in Győr im 200-Meter-Lauf in 23,74 s die Goldmedaille gewann, wie auch im 100-Meter-Hürdenlauf in 13,37 s. Zudem gewann sie mit der niederländischen 4-mal-100-Meter-Staffel in 46,05 s die Silbermedaille. Im Jahr darauf gewann sie dann bei den U18-Europameisterschaften ebendort in 13,34 s über die Jugendhürden die Silbermedaille. 2019 erreichte sie bei den U20-Europameisterschaften im schwedischen Borås das Halbfinale über 200 Meter, in dem sie mit 23,93 s ausschied, gewann aber mit der Staffel in 44,21 s die Silbermedaille. 2021 belegte sie bei den Halleneuropameisterschaften in Toruń in 8,00 s den siebten Platz über 60 m Hürden. Im Juli belegte sie bei den U23-Europameisterschaften in Tallinn in 13,14 s den vierten Platz und nahm daraufhin an den Olympischen Spielen in Tokio teil, schied dort aber mit 13,03 s in der ersten Runde aus.
2022 startete sie über 60 m Hürden bei den Hallenweltmeisterschaften in Belgrad und klassierte sich dort mit 8,07 s auf dem sechsten Platz. Im Juli schied sie bei den Weltmeisterschaften in Eugene mit 13,38 s in der ersten Runde aus und verpasste mit der 4-mal-100-Meter-Staffel mit 43,46 s den Finaleinzug. Anschließend schied sie bei den Europameisterschaften in München mit 13,42 s im Halbfinale über die Hürden aus und belegte im Staffelbewerb in 43,03 s den fünften Platz. Im Jahr darauf schied sie bei den Halleneuropameisterschaften in Istanbul mit 8,06 s im Semifinale über 60 m Hürden aus. Im Juni belegte sie bei der 1. Liga der Team-Europameisterschaft, die im Zuge der Europaspiele in Chorzów stattfanden, in 3:20,40 min den achten Platz in der Mixed-Staffel über 4-mal 400 Meter und im Juli belegte sie bei den U23-Europameisterschaften in Espoo in 52,02 s den vierten Platz im 400-Meter-Lauf.
2018 wurde Sedney niederländische Hallenmeisterin im 200-Meter-Lauf sowie 2022 über 60 m Hürden.

## Persönliche Bestzeiten
- 100 Meter: 11,30 s (+0,8 m/s), 24. Juni 2022 in Apeldoorn
  - 60 Meter (Halle): 7,34 s, 18. Februar 2023 in Apeldoorn
- 200 Meter: 23,27 s (+0,2 m/s), 27. Mai 2023 in Lede
  - 200 Meter (Halle): 23,71 s, 10. Februar 2019 in Apeldoorn
- 400 Meter: 52,02 s, 14. Juli 2023 in Espoo
- 100 m Hürden: 12,83 s (+1,5 m/s), 14. August 2021 in La Chaux-de-Fonds
  - 60 m Hürden (Halle): 7,95 s, 2. März 2022 in Madrid